# Almáscsáka
Almáscsáka település Romániában, Szilágy megyében.

## Fekvése
Csákigorbótól északkeletre, Tormapataka és Alsóhagymás közt fekvő település.

## Nevének eredete
Nevét hasonló nevű alapítójától vette. Jelentése Hág=berek, gyepű, mely szerint neve Berekfalva lenne

## Története
A település kezdettől fogva Almás várához tartozott.
Nevét 1378-ban említették először Chyaka néven, Lajos király ekkor 'Bebek György királynői tárnokmesternek és Bebek Imrének és fiainak adományozta.
1470-ben Imre vajda fia Pelsőczi Pál utód nélkül halt el, s a király ekkor a Kolozs megyei Almással és Csákigorbó tartozékaival együtt Dengelegi Pongrác János vajdának adta.
1577-ben egy része a fejedelemre szállt, más része pedig Csáky Lászlóé Balassa Zsófia férjéé lett.
1590-ben Balassa Margit első férjétől néhai Bornemisza Benedektől való gyermekei Zsigmond, Anna, Zsófia Saffarith Györgyné, valamint második férje Kendi Gábor és attól való fiai Kendy István és Gábor itteni részüket maguk között felosztották.
1616-ban a fejedelem itteni birtokrészét Haller Zsigmondnak és nejének Kendy Krisztinának adta.
1661-ben Kemény János e birtokot Haller Gábornak adományozta.
1694-ben Csáky László és Teleki Mihályné birtoka volt.
1750-ben gróf Lázár Antal és családjának birtoka volt, 1768-ban pedig egyik birtokosa gróf Teleki Ádám volt, 1774-ben pedig gróf Kornis Zsigmond is birtokos volt itt.
1891-ben 688 lakosából egy római katolikus, 664 görögkatolikus, 2 református, és 21 izraelita. A házak száma 117, határa 1976 kataszteri hold volt.
Almáscsáka a trianoni békeszerződés előtt Szolnok-Doboka vármegye Csákigorbói járásához tartozott.
1898-ban gróf Lázár Miklós és gróf Teleki László birtoka volt.

## Nevezetességek
- Görögkatolikus fatemplomát 1765-ben a Boldogságos Szűz fogantatása tiszteletére szentelték. Jelenleg Mihály és Gábor arkangyalok tiszteletére van szentelve. Anyakönyvet 1824-től vezetnek.